# Gérard Blitz
Pour les articles homonymes, voir Gérard Blitz (entrepreneur) et Blitz (homonymie).
Gérard Blitz, né le 1er août 1901 à Amsterdam et décédé le 8 mars 1979 à Ganshoren, est un nageur et poloïste belge. Il est le frère cadet de Maurice Blitz, également poloïste, et oncle de Gérard Blitz qui a fondé le Club Méditerranée en 1950.

## Biographie
Aux Jeux olympiques de 1920 disputés à Anvers, il remporte la médaille de bronze au 100 m dos en natation, et la médaille d'argent en tant que membre de l'équipe belge de water-polo. Son frère Maurice faisait aussi partie de cette équipe.
En 1921, il a battu le record du monde du 400 m dos puis le conserve durant six ans.
Aux Jeux olympiques d'été de 1924 à Paris, les frères Blitz sont de nouveau médaillés d'argent en water-polo. Douze ans plus tard, il obtient la médaille de bronze aux Jeux olympiques de Berlin en jouant tous les matchs.
Il meurt en 1979 à Ganshoren. En 1990, il est introduit à l'International Swimming Hall of Fame.